# Tropism
Tropism (av grekiska tropos, 'vändning') inträffar när en växt rör sig som svar på en yttre retning (stimulus) i en viss riktning, vilken bestäms av förhållandet till retningen och retningens riktning.
Den rot som kommer ut ur ett groende frö har förmåga att känna tyngdkraften och kröka sig nedåt (positiv geotropism), medan skottet normalt växer uppåt (negativ geotropism). Om belysningen är ojämn kröker sig skottet i riktning mot ljuset (positiv fototropism). Alla dessa orienteringsrörelser hos växter beror på olikformig tillväxt. Fototropism hos fastsittande havsdjur kan också bero på muskelrörelser.